# 天樽一
雙子座57，又名BD+25 1660，HD 57727、SAO 79352、HR 2808，是雙子座的一颗恒星，视星等为5.03，位于銀經193.34，銀緯17.78，其B1900.0坐标为赤經7h 17m 22.7s，赤緯+25° 17.78′ 34″。